# シンコー薬品
シンコー薬品
- シンコー薬品株式会社 - かつて存在した佐賀県佐賀市の企業。本項で記述。
- シンコー薬品株式会社（法人番号: 1290801001885） - 福岡県北九州市にある企業。
- 株式会社シンコー薬品（法人番号: 8250001001634） - 山口県山口市にある企業。

シンコー薬品株式会社（シンコーやくひん）は、かつて存在した医薬品・衛生材料・化粧品の卸売を中心とする佐賀県の企業である。医薬品の卸売大手。
医薬品83%・一般用薬品12%・その他5%の卸業社である。1993年に合併によりキョーエイ薬品、1998年にアステムとなっている。

## 会社概要
- 本社: 佐賀県佐賀市北川副町大字光法1469-1
- 資本金: 5,000万円
- 代表取締役社長: 神代良次
- 代表取締役専務: 神代恒男
- 代表取締役常務: 丸山正隆孝
- 代表取締役: 古川雅康・溝上宏
- 監査: 田中進

## 沿革
- 1890年（明治23年） - 創業
- 1949年（昭和24年）9月 - 「有限会社神代薬局」設立
- 1968年（昭和43年）5月8日  - 「神代薬局・卸部門」を分離独立させ「神代薬品株式会社」に商号変更
- 1978年（昭和53年）11月 - 「溝上薬品」と対等合併し「シンコー薬品」と商号変更
- 1993年（平成5年） - 福岡県の「コーヤク株式会社」、「大石薬品株式会社」と合併し「キョーエイ薬品株式会社」に商号変更
- 1998年（平成10年）4月 - 福岡県の「株式会社コマック」、大分県の「株式会社ダイコー」、「株式会社サンメック」と合併し、「株式会社アステム」（大分県）設立

## 大株主
- 神代良次
- 神代恒男
- 溝上康弘
- 溝上幸子

## 事業所
- 嘉瀬事業部
- 唐津支店
- 武雄支店
- 柳川営業所
- 鳥栖営業所
- 伊万里営業所

## 主な取引メーカー
- 武田薬品工業
- 三共 等